# CUS Torino Rugby (féminines)
 (août 2023).
Si vous disposez d'ouvrages ou d'articles de référence ou si vous connaissez des sites web de qualité traitant du thème abordé ici, merci de compléter l'article en donnant les références utiles à sa vérifiabilité et en les liant à la section « Notes et références ».
Ne doit pas être confondu avec CUS Torino Rugby.
Actualités
Le CUS Torino est un club féminin de rugby à XV basé à Turin, dans le Piémont. Il fait partie intégrante du club universitaire omnisports. L'équipe évolue en première division.
Les couleurs du club sont bleu et blanc mais l'équipe joue avec un maillot fushia. Son emblème est un taureau.

## Histoire
Alors que la section rugby du CUS a été fondé en 1928, la section féminine n'est créée qu'en 2013. La première saison est très dure pour les étudiantes turinoises, puisqu'elle se conclut avec dix défaites en autant de rencontres et un goal-average de - 652 pts.
La saison 2014-15 permet au CUS de décrocher sa toute première victoire, l'unique de la saison mais sur tapis vert car le Valsugana a dérogé aux règles fédérales sur cette rencontre. Les scores restent terriblement lourds, avec notamment une défaite à plus de cent points contre Monza. Le club bénéficie encore d'un forfait, celui de Pérouse.
La saison suivante voit les filles du CUS enfin récompensées de leurs efforts : l'équipe a fini par prendre le rythme de la compétition, et obtient enfin des résultats. Elles terminent la saison à la 7e place de la poule (sur 9 équipes), mais avec 5 victoires dont une de prestige contre le Valsugana futur champion. L'équipe est pénalisée à deux reprises par la fédération : 4 pts pour avoir aligné une joueuse pas en règle, 4 autres points pour le fait ne pas disposer d'une équipe de moins de 16 ans. Ces pénalités seront sans conséquences au classement.
Dès lors, les filles du CUS entament une progression aussi lente que régulière, terminant chaque saison une place plus haut que la précédente : 6e en 2017, 5e en 2018, 4e en 2019. Une ascension aussi discrète qu’implacable qui est malheureusement interrompue par les deux années d'arrêt dues à la pandémie de Covid-19.
Pourtant la progression se poursuit et en 2021-22, sous la direction de son nouvel entraineur Paul Marshallsay, le CUS se qualifie pour les demi-finales (battu par le Valsugana). La saison suivante, les résultats restent bons mais elles se font ravir la quatrième place par leurs homologues milanaises.
À l'ouverture de la saison 2023-2024, le club se dote d'un sponsor titre et devient le Iveco CUS Torino. À la fin de l'exercice (terminé à la première place de la poule basse), Paul Marshallsay quitte le club.

## Palmarès
| Saison    | Classement | Compétition   | Pts            | MJ             | V              | N              | D              | Phase finale                                       |
| --------- | ---------- | ------------- | -------------- | -------------- | -------------- | -------------- | -------------- | -------------------------------------------------- |
| 2013-2014 | 6e poule 1 | Serie A       | -8             | 10             | 0              | 0              | 10             | non qualifiées                                     |
| 2014-2015 | 7e poule 1 | Serie A       | 5              | 12             | 1              | 0              | 11             | non qualifiées                                     |
| 2015-2016 | 7e poule A | Serie A       | 18             | 16             | 5              | 0              | 11             | non qualifiées                                     |
| 2016-2017 | 6e poule 1 | Serie A       | 27             | 16             | 6              | 0              | 10             | non qualifiées                                     |
| 2017-2018 | 5e poule 1 | Serie A       | 51             | 18             | 11             | 0              | 7              | non qualifiées                                     |
| 2018-2019 | 4e poule 1 | Serie A       | 51             | 18             | 11             | 0              | 7              | non qualifiées                                     |
| 2019-2020 | 5e poule 1 | Serie A       | 13             | 9              | 3              | 0              | 6              | Saison interrompue (pandémie de Covid-19)          |
| 2020-2021 | -          | Serie A       | saison annulée | saison annulée | saison annulée | saison annulée | saison annulée | saison annulée                                     |
| 2021-2022 | 4e poule 1 | Serie A       | 15             | 10             | 3              | 0              | 7              | Demi-finalistes (5-52 et 0-50 contre le Valsugana) |
| 2022-2023 | 5e         | Eccellenza    | 33             | 14             | 7              | 0              | 7              | non qualifiées                                     |
| 2023-2024 | 5e         | Serie A Élite | 36             | 12             | 7              | 0              | 4              | non qualifiées                                     |
| 2024-2025 | 6e         | Serie A Élite | 25             | 14             | 5              | 1              | 8              | non qualifiées                                     |

## Joueuses notables
- Camilla Sarasso
- Melissa Bettoni
- Alessia Gronda
- Arianna Toeschi